# Pfarrkirche Wörgl

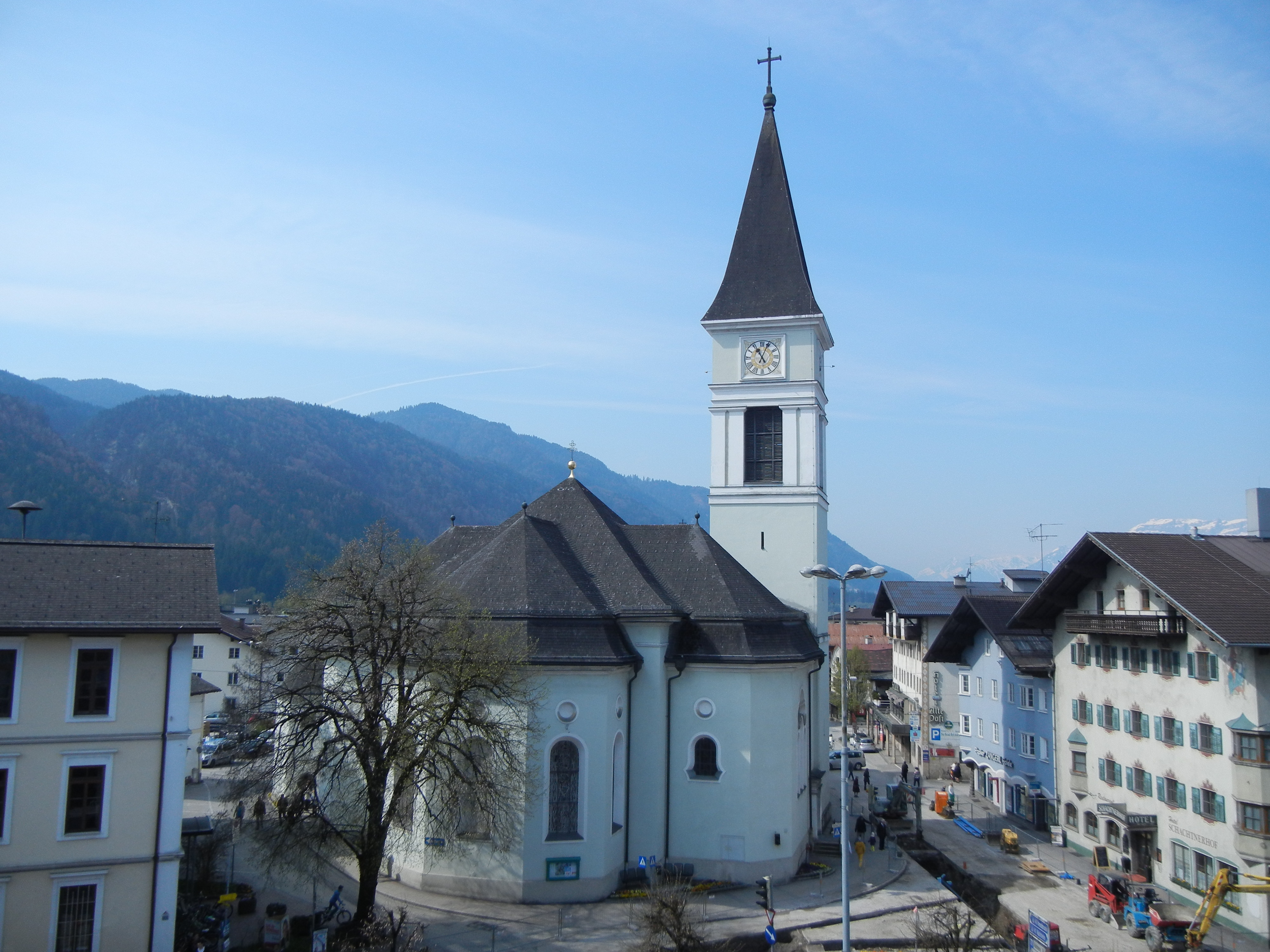
Katholische Pfarrkirche hl. Laurentius in Wörgl

Die römisch-katholische Pfarrkirche Wörgl steht in der Gemeinde Wörgl im Bezirk Kufstein in Tirol. Die dem Patrozinium des Heiligen Laurentius unterstellte Pfarrkirche gehört zum Dekanat Kufstein in der Erzdiözese Salzburg. Die Kirche und der ehemalige Friedhof stehen unter Denkmalschutz (Listeneintrag).

## Baugeschichte

### Frühmittelalterliche Kirche (9.–10. Jh.)
Etwa um 1212 wurde in Wörgl eine erste, gemauerte Kapelle an der Stelle der heutigen Kirche errichtet. Seit wann sich ein Gotteshaus auf der kleinen Anhöhe, die unter dem heutigen Bau kaum mehr erkennbar ist, befindet, kann nicht genau festgestellt werden. Das Patrozinium des Hl. Laurentius lässt jedoch auf eine sehr frühe, wahrscheinlich schon zur Römerzeit existierende, christliche Kultur schließen. Die Grundmauern der Kapelle, die mit einem halbrunden Presbyterium eine Fläche von ca. 6 × 10 m einschlossen, wurden bei den Renovierungsarbeiten 1961 im Langhaus unter dem Fußboden entdeckt. Vermutlich war sie eine Eigenkirche des Herzogs, damals der größte Grundherr Wörgls, bis im 11. Jahrhundert, im Zuge der Errichtung der Pfarren, die Kirche der Pfarre Kirchbichl unterstellt wurde.

### Gotische Kirche (1479–1748)

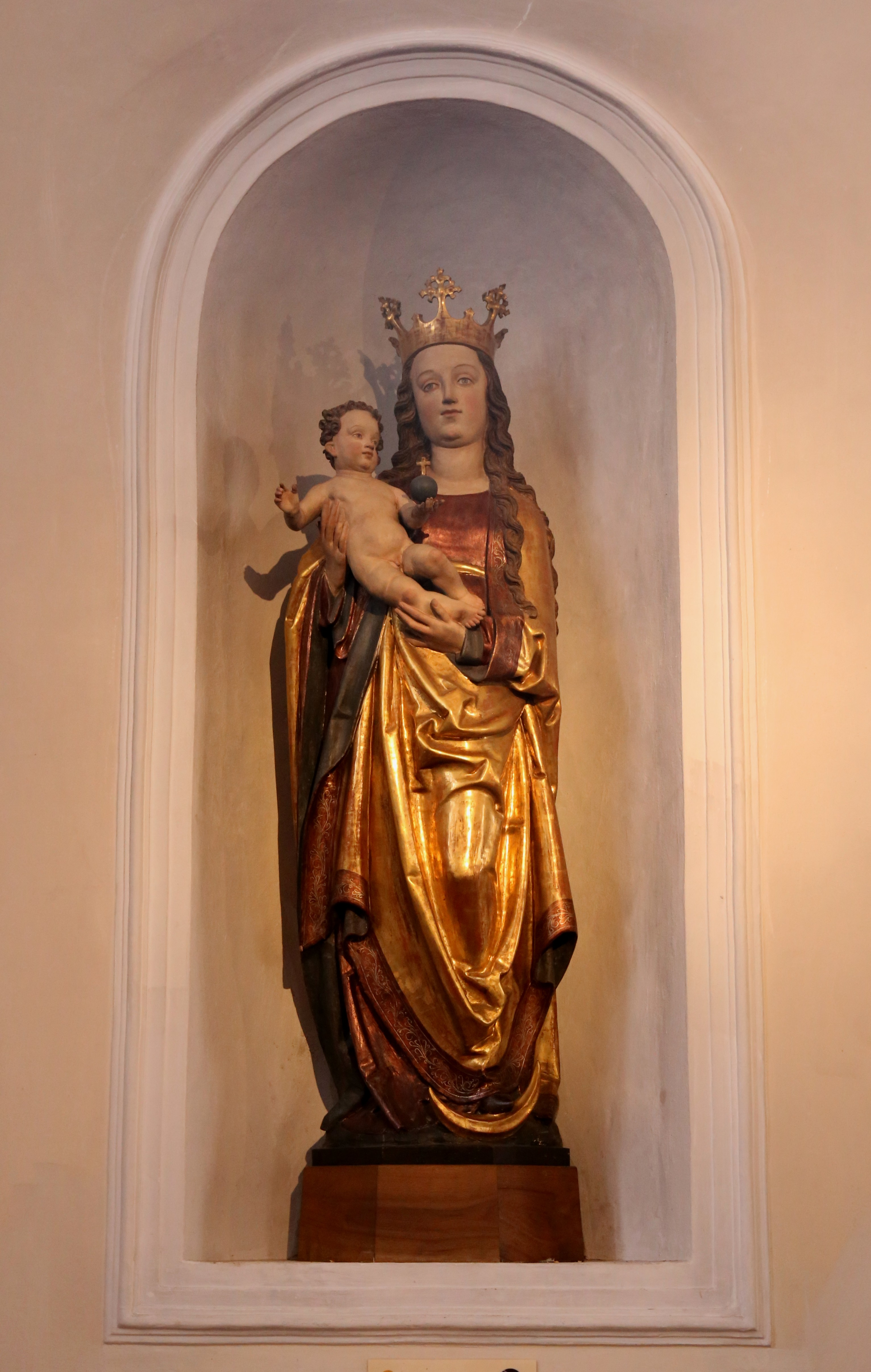
Gotische Madonna

1479 wurde in Wörgl eine neue, gotische Kirche mit vier Altären errichtet. Das Gebäude befand sich im Bereich des heutigen Langhauses und besaß einen Glockenturm, der sich an der südwestlichen Ecke der Kirche befand. Das Gotteshaus dürfte der Kirche St. Leonhard in Kundl ähnlich gewesen sein. Das Sakramentshaus dürfte sich an der Nordwand des Chores befunden haben. Bischof Georg von Chiemsee führte die Weihe der gotischen Kirche durch. Aus dieser Zeit stammt heute nur mehr die gotische Madonna, die etwa um 1500 angefertigt wurde und sich im Nordteil des Querschiffes befindet. Die damalige Kirchenrechnung gibt Aufschluss über die Weihe der Kirche:
„Item dem gnädigen Hern dem weihbischof von dem weichn 10 rheinische Gulden, die han ich (Kirchpropbst Christoph von Mairhof) der Kirchn entlichen, 6 rheinische Gulden von dem Hanns Walder und 4 rheinische Gulden von dem Chuntzen; noch ist man dem wischolf (Bischof) schuldig 4 rheinische Gulden.

Item ich han abgeraitt (abgerechnet) mit dem Saxstetter (Wirt) dy speys, dy man hat verzert mit dem bischolff, da man dy Chirich weihat und dy 4 altar, da ist verzert worden 6 Mark.

Dem Jakob, maler von Ratemberg, 4 rheinische Gulden von dem gemal ob an dem Gewelib an dem schloßstein.“
1607 wurde Wörgl zum Vikariat erhoben, im Jahre 1620 entstand an der Südseite die Friedhofskapelle für den um die Kirche angelegten Friedhof.

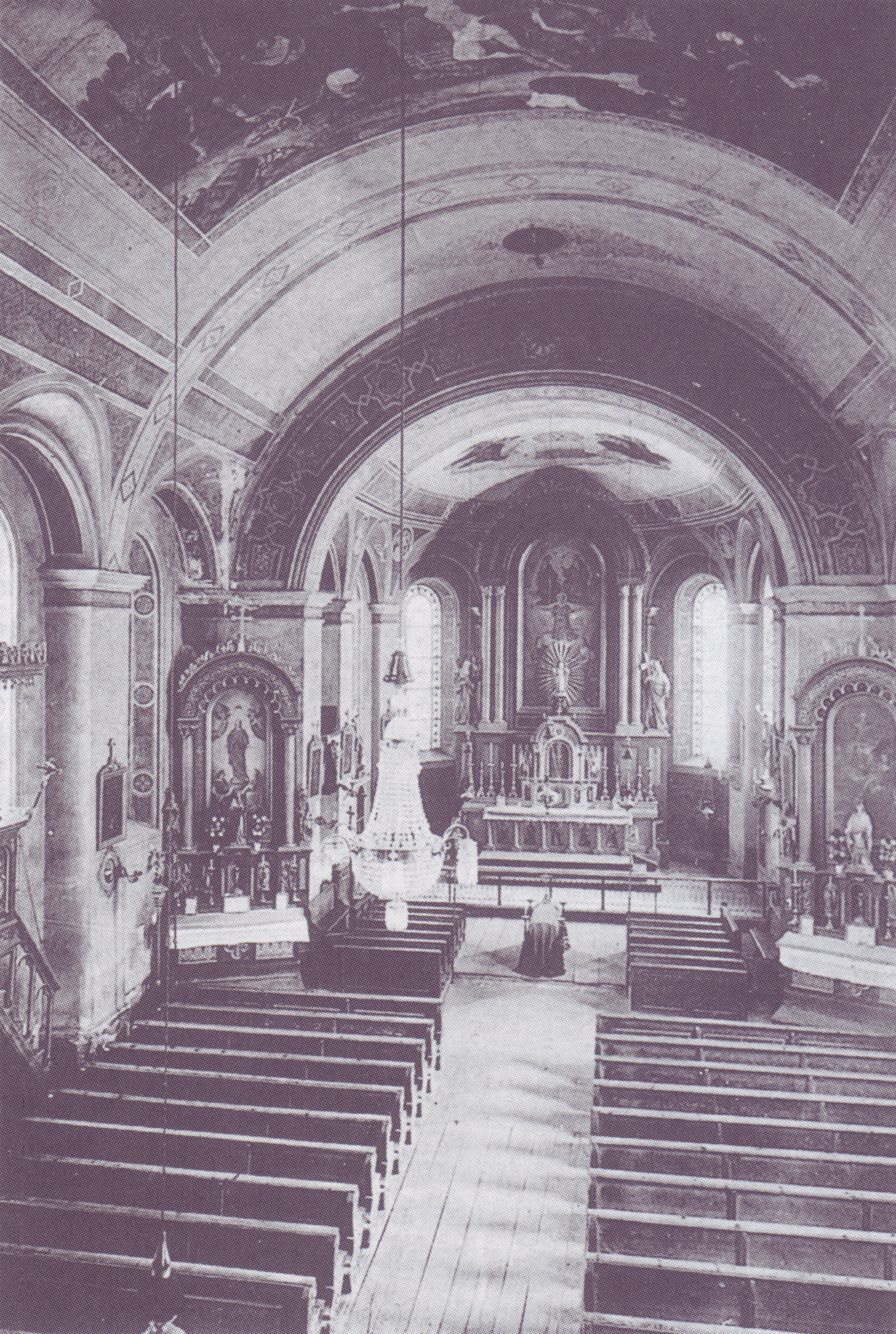
Das Innere der barocken Kirche, vor der Erweiterung 1912

### Barocke Kirche (1748–1836)
Aufgrund der steigenden Bevölkerungszahl und der sich durch den Alpenraum ziehenden Barockisierungswelle, entschied man sich auch in Wörgl für einen Neubau. Dabei war es üblich, die neue Kirche wie einen Mantel um die Alte zu bauen. Dann wurde die gotische Kirche abgebrochen. Der Turm wurde für den Neubau erhalten. Die barocke Kirche besaß einen runden Chorabschluss. Das Langhaus reichte mit vier Jochen Länge bis zur heutigen Orgelempore zurück. Diese vier Joche sind noch heute Teil des Langhauses. Die neue, barocke Kirche wurde am 25. Mai 1748 vom Chiemseer Bischof (und zugleich Salzburger Weihbischof) Franz Karl Eusebius von Waldburg-Friedberg und Trauchburg geweiht. Zur selben Zeit entstanden auch in Kirchbichl, Kundl, Kirchberg in Tirol, Ellmau, Angath u. a. barocke Gotteshäuser. Der etwa 50 m hohe, gotische Kirchturm hatte stattliche Ausmaße und dürfte jenem von Kirchbichl geähnelt haben. Der barocke Neubau sollte jedoch nicht einmal ein Jahrhundert überdauern, da am 4. Juni 1836 fünf Häuser und das Gotteshaus einem Brand im Ortszentrum zum Opfer fielen. Der Kirchturm war nicht mehr benutzbar und das Gewölbe stürzte am 30. November 1836 unmittelbar nach einem Gottesdienst ein. Eine Scheune wurde als „Notkirche“ genutzt und ein Neubau war unausweichlich. Der sogenannte „Mordbrenner von Wörgl“ wurde am 5. Dezember 1839 gehenkt.

### Spätklassizistische Erweiterung 1837
Nach dem verheerenden Brand war es schwer, Baumeister für Kirchenbauten zu finden, wurden doch seit 40 Jahren keine neuen Bauten errichtet. Schließlich nahmen sich jedoch Ingenieure der Landesbauämter der Aufgabe an. Der Kirchturm wurde entfernt und ein neuer Turm an der Nordseite des Gebäudes errichtet, das Langhaus wurde den Platzbedürfnissen folgend um zwei Joche in Richtung Westen verlängert. Während der Bauarbeiten am halbfertigen Turm stellte die Baubehörde die Arbeiten für zwei Jahre ein, durch die Verzögerungen und Probleme während des Baus entstand eine Kostenüberschreitung von fast 82 %. Die Weihe der Kirche erfolgte am 16. September 1844. Das nun entstandene Gebäude konnte jedoch nur knappe 70 Jahre dem Bevölkerungsanstieg genügen, da bereits nach dem Ersten Weltkrieg eine erneute Erweiterung notwendig wurde.
1891 erhob Kaiser Franz Joseph I. alle Vikariate zu Pfarren, wodurch Wörgl ein Pfarramt erhielt.

### Neubarocke Erweiterung 1912

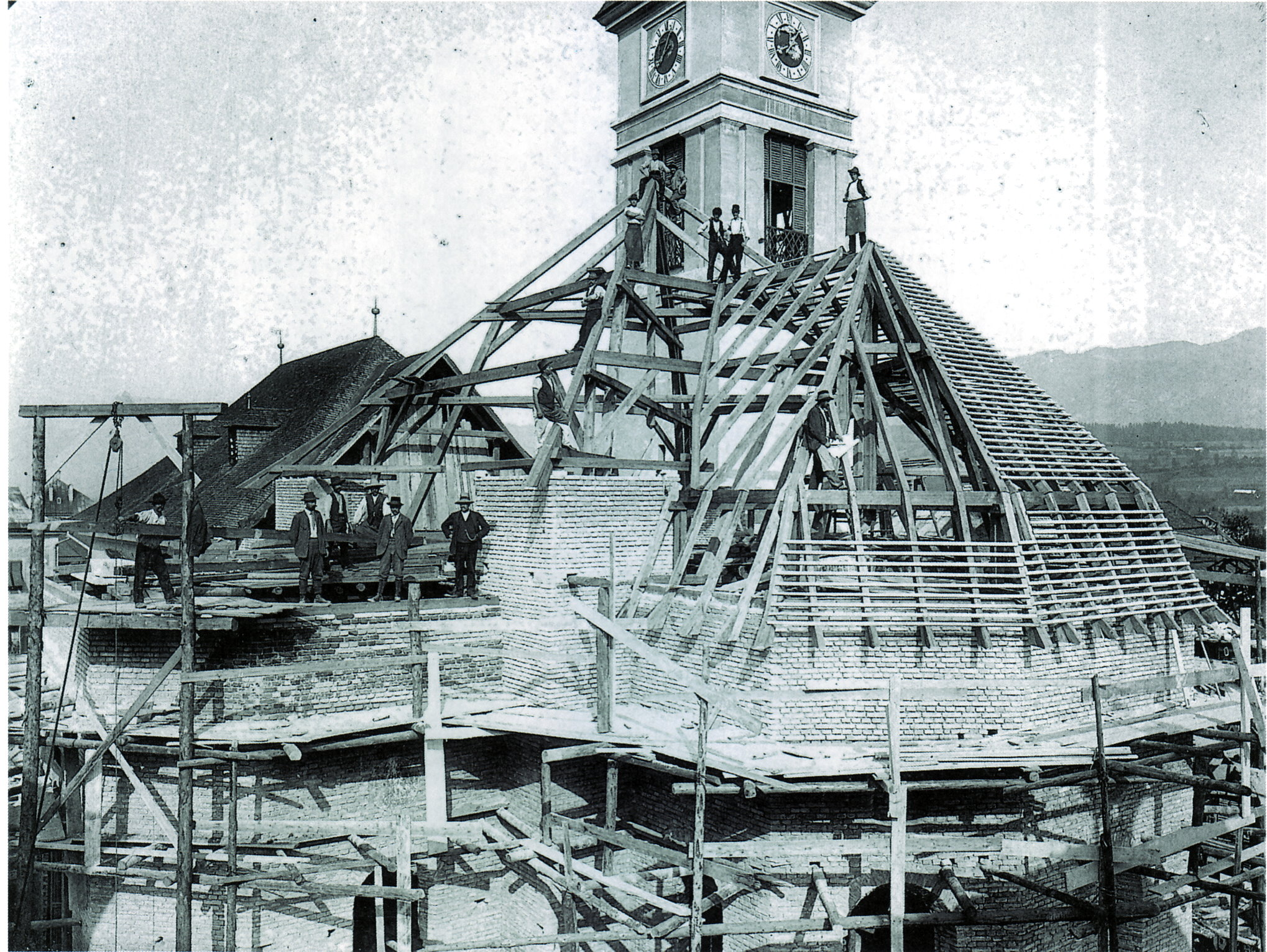
Die Kirchenerweiterung im Jahre 1912

Durch die enorme Erweiterung 1912 nach Plänen von Peter von Stadl erhielt die Pfarrkirche ihr heutiges neubarockes Erscheinungsbild. Aufgrund der tatkräftigen Arbeit eines Kirchenerweiterungsvereines konnte am 9. Juni 1912 die Grundsteinlegung und bereits am 30. November 1912 die Weihe durch Weihbischof Ignaz Rieder vorgenommen werden. Durch die Erweiterung wurde das Langhaus um etwa 12 m in Richtung des Chores verlängert und ein Querschiff von circa 25 m Länge hinter dem Turm errichtet. Als zweite Kirche in Österreich-Ungarn erhielt sie ein betoniertes Gewölbe, eine Maßnahme, die sich 1945 bei den Wörgler Bombardierungen als sinnvoll erwies, jedoch viele Nachteile wegen der Nichthaltbarkeit der Farben brachte. Um das Vierungsgewölbe stabilisieren zu können, wurden große Eisenträger im Lokomotivheizhaus nördlich des Bahnhofes gebogen und durch die Bahnhofstraße zur Pfarrkirche transportiert. Das Sakramentshaus erhielt seinen heutigen Platz an der Südwand des Langhauses. Die Friedhofskapelle bekam ein Obergeschoß und wurde mit der Pfarrkirche verbunden. Somit entstand nicht nur eines der größten Gotteshäuser im Tiroler Unterland, sondern auch ein Hauptwerk des „Ingenieurstils“ in Tirol. Wegen der sehr schnell durchgeführten Arbeiten und dem dadurch entstandenen Zeitmangel litt die Qualität der Bauarbeiten und bereits 1937 war eine Kirchenrenovierung notwendig. Im Zweiten Weltkrieg wurde die Kirche, wie auch etliche andere Gebäude im Ort, beschädigt. Dabei trafen insbesondere einige Bombenabwürfe direkt neben der Kirche (Gasthof Schachtner) das Gebäude schwer. 24 Fenster wurden zerstört, das Dach durchlöchert und die Mauern stark beschädigt.
Pfarrer Matthias Riedelsberger wirkte über 44 Jahre lang als Seelsorger in Wörgl. Er führte rund 2570 Taufen, 870 Trauungen und 2960 Begräbnisse durch. Auch die Erweiterung von 1912, die Reparaturen und Glockenanschaffungen nach den beiden Weltkriegen und die Stadterhebung fielen in seine Amtszeit.

### Tiefgreifende Renovierung 1961
Pfarrer Bruno Regner wollte 1961 den durch das Zweite Vatikanische Konzil hervorgerufenen neuen Grundsätzen der Orientierung eines Altarraumes und der neuen Zeremonieart – nicht mehr zum Altar, sondern zum Volk zelebrierend – als einer der ersten Pfarrer nachkommen. Er leitete eine tiefgreifende Umgestaltung der Kirche ein. Dabei wurden sämtliche Stuckaturen, kunstvoll ausgeführten Fresken und Deckenbemalungen abgeschlagen oder überputzt. Der wertvolle Hochaltar (1906 errichtet und als „wahres Meisterwerk im barocken Stil“ bezeichnet), die Statuen und Bilder wichen kahlen Wänden. Zwei Fenster im Querschiff wurden zugemauert sowie zwei Emporen und die Kanzel entfernt. Der Altarraum wurde unter dem Vierungsgewölbe im Zentrum der Kirche eingerichtet. Diese radikale Umorientierung und Konzentrierung auf das Wesentliche fand nicht bei der ganzen Pfarrgemeinde Anerkennung. Es gab begeisterte Zustimmung und schroffe Ablehnung. Künstlerisches Handwerk einiger Generationen wurde durch diesen Schritt zerstört. Neue künstlerische Arbeiten beschränkten sich nur auf die Kreuzwegstationen, einen Leuchtkreuz statt des Hochaltares und zwei große Tafelbilder.

### Weitere Umbauten und Renovierungen

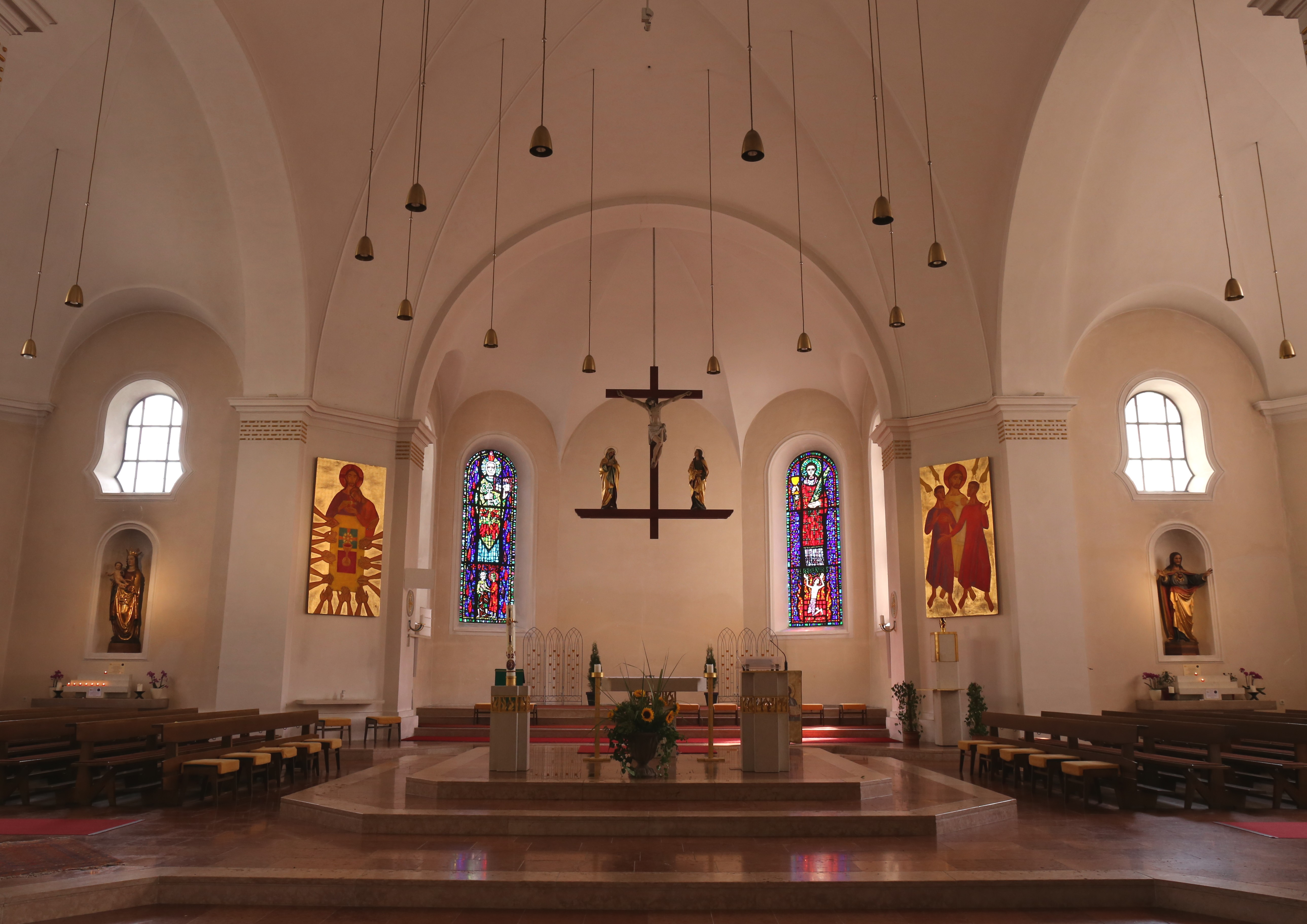
Altarbereich heute

1964 wurde unter Pfarrer Jakob Mayr die gesamte Dachlandschaft erneuert. 1968 wurde die Orgel von 1883 ausgetauscht. 1976 wurde der mittlerweile unansehnlich gewordene Innenraum neu ausgemalt und 1985/86 das Bauwerk wieder stabilisiert. Im Jahr 2000 mussten wieder Renovierungsarbeiten durchgeführt werden. Dabei wurden die beiden zugemauerten Fenster wieder geöffnet, die Emporenanzahl wieder auf fünf erhöht, neue Leuchter und goldene Ornamentstreifen an den Kapitellen angebracht. Zusätzlich wurde die Altarinsel neu gestaltet.
2020 wurde das komplette Kirchendach erneuert.

## Glocken
Das damalige mächtige Geläute, das als eines der wohlklingendsten Österreichs weit über die Stadtgrenzen hinaus bekannt war, wurde 1910 in der Münchner Glockengießerei Kortler gegossen und am 6. September vom Salzburger Fürsterzbischof Kardinal Johannes Ratschtaler geweiht. Im Zuge des Ersten Weltkrieges mussten im September 1916 vier kleine Glocken mit einem Gesamtgewicht von 4804 Kilogramm zu Kriegszwecken abgenommen werden. Der Bürgermeister Franz Hörhager bat Kaiser Karl I. daraufhin persönlich um den Verbleib der „Großen“, mit dem Erfolg, dass die Glocke mit einem Gewicht von 3631 Kilogramm in Wörgl verbleiben durfte und künftig „Kaiserglocke“ genannt wurde. Weiters verblieb das von Grassmayr im Jahre 1837 gegossene Zügenglöcklein ebenfalls im Turm.
Pfarrer Matthias Riedelsberger kümmerte sich um die Anschaffung eines neuen Geläuts, welches 1923 von der Glockengießerei Grassmayr in Innsbruck geliefert wurde. 1942 mussten nach nur 19 Jahren erneut alle Glocken mit Ausnahme des alten Zügenglöckleins, diesmal jedoch mit der Kaiserglocke für den Zweiten Weltkrieg abgeliefert werden.
Als eine der letzten glockenlosen Gemeinden erhielt Wörgl 1950 aus Salzburg sein jetziges Geläut, welches am 17. Dezember 1950 feierlich hochgezogen wurde. Dabei reichte die Kette der mit helfenden Bevölkerung bis zur Brücke der Hauptstraße über den Wörgler Bach. Das Geläut wurde von Erzbischof Andreas Rohracher geweiht. Es handelt sich um ein schwerrippiges Geläut aus einer Zinn-Kupfer-Legierung mit einem Gesamtgewicht von 8781 kg. Es ist mit einer elektrischen Läuteanlage und Klöppelfängern ausgestattet und hängt in einem Stahlglockenstuhl. Die genaue Übereinstimmung der Terzen, Gleichheit der Untertöne und ausgezeichnete Resonanz wurden vom Diözesankollaudator festgestellt, der auch den seltenen Grad an Vollkommenheit des Geläutes bekundete. Bis auf die Klöppel der Friedens- und der Kriegerglocke befindet sich die Anlage noch im Originalzustand.
| Nr. | Name           | Gussjahr | Gießer, Gussort                      | Gewicht (kg) | Nominal | Inschrift | Bild                           |
| --- | -------------- | -------- | ------------------------------------ | ------------ | ------- | --- | ------------------------------ |
| 1   | Friedensglocke | 1950     | Glockengießerei Oberascher, Salzburg | 3.618        | b0      | Laurentius am Gottesthron, Erbitte uns des Himmels Lohn.                                                        | Hl. Laurentius (Kirchenpatron) |
| 2   | Kriegerglocke  | 1950     | Glockengießerei Oberascher, Salzburg | 2.108        | des1    | Die Heimat grüßt die Krieger, die glücklich heimgekehrt. Sie grüßt auch jene Krieger, die ruh’n in fremder Erd. | Herz Jesu                      |
| 3   | Aveglocke      | 1950     | Glockengießerei Oberascher, Salzburg | 1.445        | es1     | Dreimal täglich will ich klingen, Um Mariens Lob zu singen.                                                     | Maria                          |
| 4   | Messglocke     | 1950     | Glockengießerei Oberascher, Salzburg | 1.025        | f1      | Ich sag den Sündern und den Frommen: Zum heil’gen Opfer sollt ihr kommen!                                       | Das heilige Abendmahl          |
| 5   | Florianiglocke | 1950     | Glockengießerei Oberascher, Salzburg | 585          | as1     | Blitz und Feuer müssen weichen, Bei dieser Glocke heiligem Zeichen.                                             | Hl. Florian                    |
| 6   | Sterbeglocke   | 1837     | Glockengießerei Grassmayr, Innsbruck |              |         | |                                |

## Orgel

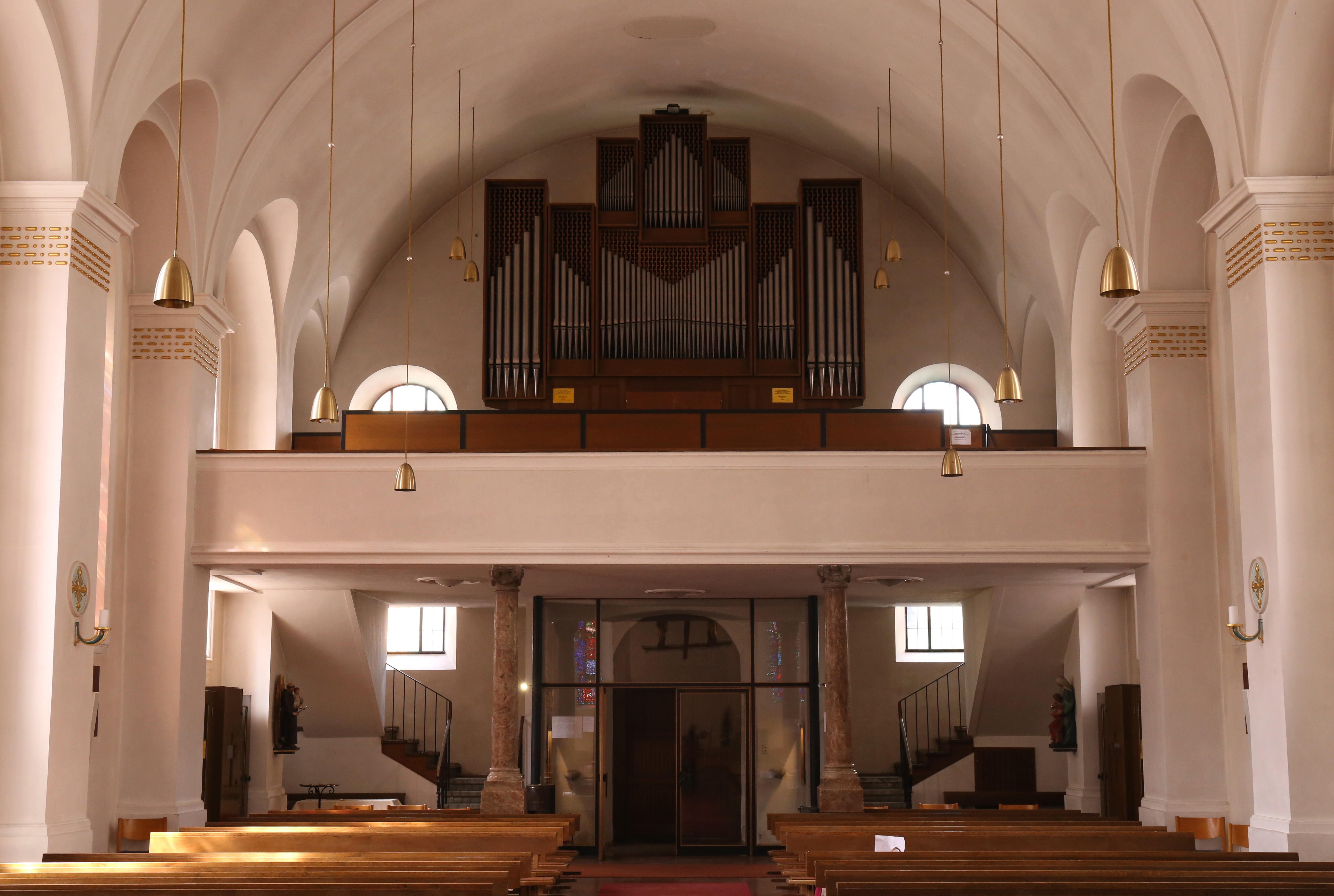
Blick zur Orgelempore

Die Orgel wurde im Jahre 1968 von der Firma Pirchner aus Steinach am Brenner errichtet. Es handelt sich hierbei um eine mechanische Schleifladenorgel, die Disposition orientiert sich eher an herkömmlichen Barockorgeln als an romantischen Instrumenten. Die Orgel besitzt nur drei Koppeln und kein Schwellwerk.
Die Vorgängerorgel wurde 1883 vom Wörgler Orgelbauer Josef Unterberger erbaut und besaß 16 Register auf zwei Manualen.
| I Hauptwerk  |       |
| Prinzipal    | 8′    |
| Trompete     | 8′    |
| Spitzflöte   | 8′    |
| Oktav        | 4′    |
| Nachthorn    | 4′    |
| Prinzipal    | 2′    |
| Sesquialtera | 2 ⁄3′ |
| Mixtur       | 1 ⁄3′ |

| II Oberwerk   |       |
| Gedackt       | 8′    |
| Rohrschalmey  | 8′    |
| Prinzipal     | 4′    |
| Rohrflöte     | 4′    |
| Gemshornquint | 1 ⁄3′ |
| Scharffzimbel | 1′    |
| Tremulant     |       |

| Pedalwerk     |        |
| Subbass       | 16′    |
| Zartposaune   | 16′    |
| Gedecktpommer | 8′     |
| Choralbass    | 4′     |
| Pedalmixtur   | 2 1⁄3′ |

- Koppeln: II/I, I/P, II/P

## Friedhof
Schon der erste gemauerte Kirchenbau dürfte von einem kleinen Friedhof umgeben gewesen sein. Ab 1620 befand sich eine eigene Friedhofskapelle (auch Totenkapelle genannt) neben der Kirche. Für den um die Kirche angelegten Friedhof wurde die Tiroler Straße B 171 zum Problem, da diese immer wieder verbreitert und der Friedhof dadurch ständig verkleinert wurde. An den ehemaligen Friedhof erinnern noch heute Grabtafeln an der Kirchenwand. 1892 wurde ein neuer Friedhof am Südrand der Gemeinde angelegt. Der Friedhof wurde seit seiner Errichtung dreimal erweitert und besitzt eine eigene, kleine Kapelle. Doch 1992 wurde aufgrund des steigenden Platzbedarfes der neue städtische Friedhof Süd auf Initiative des damaligen Bürgermeisters Fritz Atzl um 30 Mio. ATS errichtet.